# گیلوران بالا
گیلوران بالا، روستایی از توابع بخش مرکزی شهرستان خرم‌آباد در استان لرستان ایران است. 

## جمعیت
این روستا در دهستان کرگاه غربی قرار دارد و براساس سرشماری مرکز آمار ایران در سال ۱۳۸۵، جمعیت آن ۷۲۶ نفر (۱۴۵خانوار) بوده‌است.